# Светлана Алексиевич
 Светлана Александровна Алексиевич (на руски: Светлана Александровна Алексиевич; на беларуски: Святлана Аляксандраўна Алексіевіч) е беларуска писателка и разследваща журналистка. 
През 2014 година е номинирана, а през 2015 година става носител на Нобеловата награда за литература.

## Биография
Светлана Алексиевич е родена на 31 май 1948 г. в украинския град Станислав (от 1962: Ивано-Франкивск) в семейство на баща беларусин и майка украинка. Израства в Беларус. След като завърша училище, работи като репортер в няколко местни вестника и за кратко е в първото риболовно списание на Беларус, преди да стане кореспондент на литературното списание „Неман“ в Минск.
Алексиевич прави журналистическа кариера, пише повествования по интервюта със свидетелите на най-драматичните събития в СССР като Втората световна война, Съветско-Афганската война, падането на СССР и аварията в АЕЦ Чернобил. След преследване от режима на Лукашенко, тя напуска Беларус през 2000 година. Получава закрила от международната мрежа International Cities of Refuge Network и през следващото десетилетие живее последователно в Париж, Гьотеборг и Берлин. През 2011 година Алексиевич се връща обратно да живее в Минск.
Книгите на Алексиевич са описвани като литературна хроника на емоционалната история на съветския и пост-съветския човек. Най-известните ѝ книги са: „Войната няма женско лице“, „Последните свидетели (100 недетски разказа)“, „Цинковите момчета“, „Чернобилската молитва (хроника на бъдещето)“.

## Признание и награди
- 2020 – Почетен доктор на Университета „Витовт Велики“ в Каунас (Литва)
- 2020 – Награда за свобода на мисълта „Сахаров“ (заедно с други личности[8])
- 2019 – Медал „100 лет БНР“ (Рада на Беларуската народна република) – „за особени заслуги в белоруската литература“[9][10]
- 2018 – Награда „Анна Политковская“ – „за смелые выступления против несправедливости, насилия и экстремизма в ситуации продолжающихся в регионах „забытых“ вооруженных конфликтов“[11]
- 2015 – Нобелова награда за литература[12]
- 2014 – Офицерски кръст на ордена на изкуствата и литературата (Франция)
- 2014 – Награда на читателските симпатии според резултатите от читателското гласуване за наградата „Большая книга“ (Русия) за книгата „Время секонд хэнд“[13]
- 2013 – Награда „Медиси“ за есеистика (Франция) за книгата „Время секонд хэнд“[14]
- 2013 – Награда за мир на немските книгоразпространители[15]
- 2011 – Награда „Ришард Капушчински“ за литературен репортаж (Полша) за книгите „У войны не женское лицо“ и „Время секонд хэнд“[16][17]
- 2011 – Angelus Central European Literary Award (Полша) за книгата „У войны не женское лицо“
- 2007 – Oxfam Novib/PEN Award for Freedom of Expression
- 2005 – National Book Critics Circle Award (САЩ)
- 2002 – Награда „Сандро Онофри“ за репортаж (Италия)
- 2001 – Награда „Ерих Мария Ремарк“ за мир[18]
- 2000 – Награда „Роберт Гайзендорф“ за радиопиеса
- 1999 – Хердерова награда на фондация „Алфред Тьопфер“ (Австрия)
- 1999 – Награда „Temoin du monde“ (Франция)
- 1998 – Награда на Лайпцигския панаир на книгата за европейско разбирателство
- 1998 – Награда на фондация „Фридрих Еберт“ за политическа книга
- 1997 – Награда „Андрей Синявски“ на редакцията на вестник „Новая газета“ (Русия) – „За творческо поведение и благородство в литературата“
- 1997 – Награда „Триумф“ (Русия)
- 1997 – Награда на списание „Дружба народов“ (Русия)
- 1996 – Награда „Курт Тухолски“ на шведския ПЕН клуб – „За мъжество и достойнство в литературата“
- 1987 – Награда на вестник „Литературная газета“ (СССР)[19]
- 1986 – Държавна награда на Ленинския Комсомол (СССР) за книгата „У войны не женское лицо“[19]
- 1985 – Литературна награда „Константин Федин“ на Съюза на писателите на СССР[19]
- 1984 – Награда на списание „Октябрь“ (СССР)[19]
- 1984 – Литературна награда „Николай Островски“ на Съюза на писателите на СССР[19]